# Дуб Сковороди - молодший
Дуб Сковороди — молодший. Обхват 2,5 м, висота 38 м, вік 250 років. Росте в селі Моначинівка  Куп'янського району  Харківської області біля школи. Посаджений видатним українським філософом  Григорієм Сковородою наприкінці XVIII ст. У 1970-х роках, при будівництві будівлі, ледве не був звалений бульдозером, якби його не захистила собою вчителька української мови В. А. Гаврюшенко. Дерево необхідно заповісти.

## Ресурси Інтернету
- Фотогалерея самых старых и выдающихся деревьев Украины  [Архівовано 8 квітня 2014 у Wayback Machine.]

## Виноски
1. 1 2   Шнайдер С. Л., Борейко В. Е., Стеценко Н. Ф. 500 выдающихся деревьев Украины. — К.: КЭКЦ, 2011. — 203 с. С.173